# راؤول سيركويرا
راؤول سيركويرا هو سباح برتغالي، ولد في 17 مايو 1940 في فونشال في البرتغال.

## وصلات خارجية
- راؤول سيركويرا على موقع الاتحاد الدولي للسباحة (الإنجليزية)
- راؤول سيركويرا على موقع أوليمبيديا (الإنجليزية)